# Ворончиха (Балезинский район)
Ворончи́ха — упразднённая деревня деревня в  Балезинского района Удмуртии. Входила в состав Андрейшурского сельского поселения.

## География
Урочище находится на правом притоке ручья Вужпа, правом притоке реки Кеп. Рядом были деревни Вужпа и Зора.

## Население
24 человека в 1961 году.